# Bondsbrief van 1291

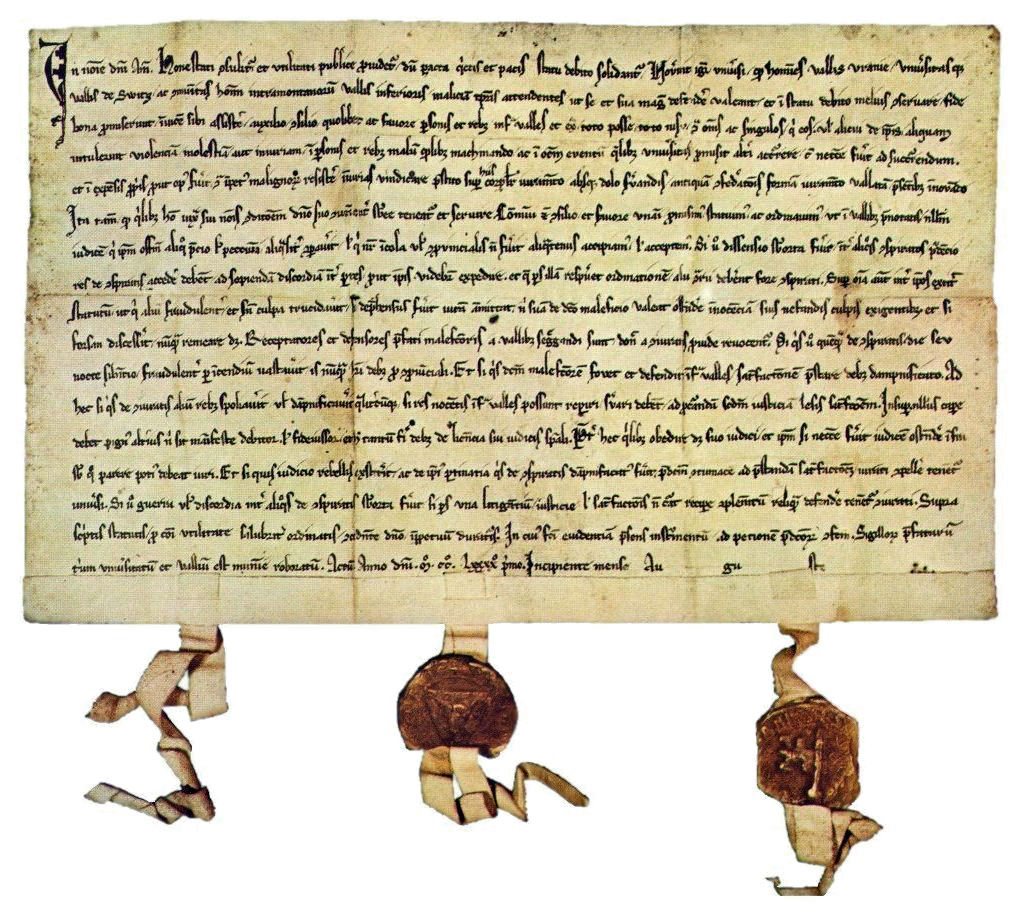
De bondsbrief van 1291

De Bondsbrief van 1291 was een overeenkomst tussen de drie Alpenstaatjes Uri, Schwyz en Unterwalden om elkaar bij te staan in hun verzet tegen buitenstaanders, waaronder vooral de Habsburgers. De overeenkomst werd gesloten op 1 augustus 1291. Met deze Bondsbrief vormden de drie kantons, hierom ook wel de oerkantons genoemd, de basis voor het Oude Eedgenootschap, dat later de naam Zwitserland (modern Duits: Schweiz) zou krijgen naar het kanton Schwyz.
Deze alliantie zou uitgroeien tot een echt staatsverband, dat als zodanig definitief erkend werd bij de Vrede van Westfalen in 1648. In de loop van de jaren werden de drie staten uitgebreid met verschillende andere staatjes, zoals Bern (1353) en Appenzell (1513).
Deze staatjes namen deel aan de confederatie, maar behielden een groot deel van hun zelfstandigheid. Zo kwamen er ook gebieden als Wallis als vazalstaat van Bern bij de confederatie, ook al hadden die niet veel te zeggen. Na het Eerste Franse Keizerrijk werd deze toestand afgeschaft en werden de vazalstaten volwaardige leden van het Zwitsers Eedverbond.
De Bondsbrief van 1291 bevindt zich in het Bondsbriefmuseum in de gemeente Schwyz en heeft een grootte van 320 × 200 mm waarop 17 regels in het Latijn zijn geschreven. Oorspronkelijk was ze voorzien van drie zegels, maar het zegel van Schwyz is verloren gegaan.

## Tekst in het Nederlands

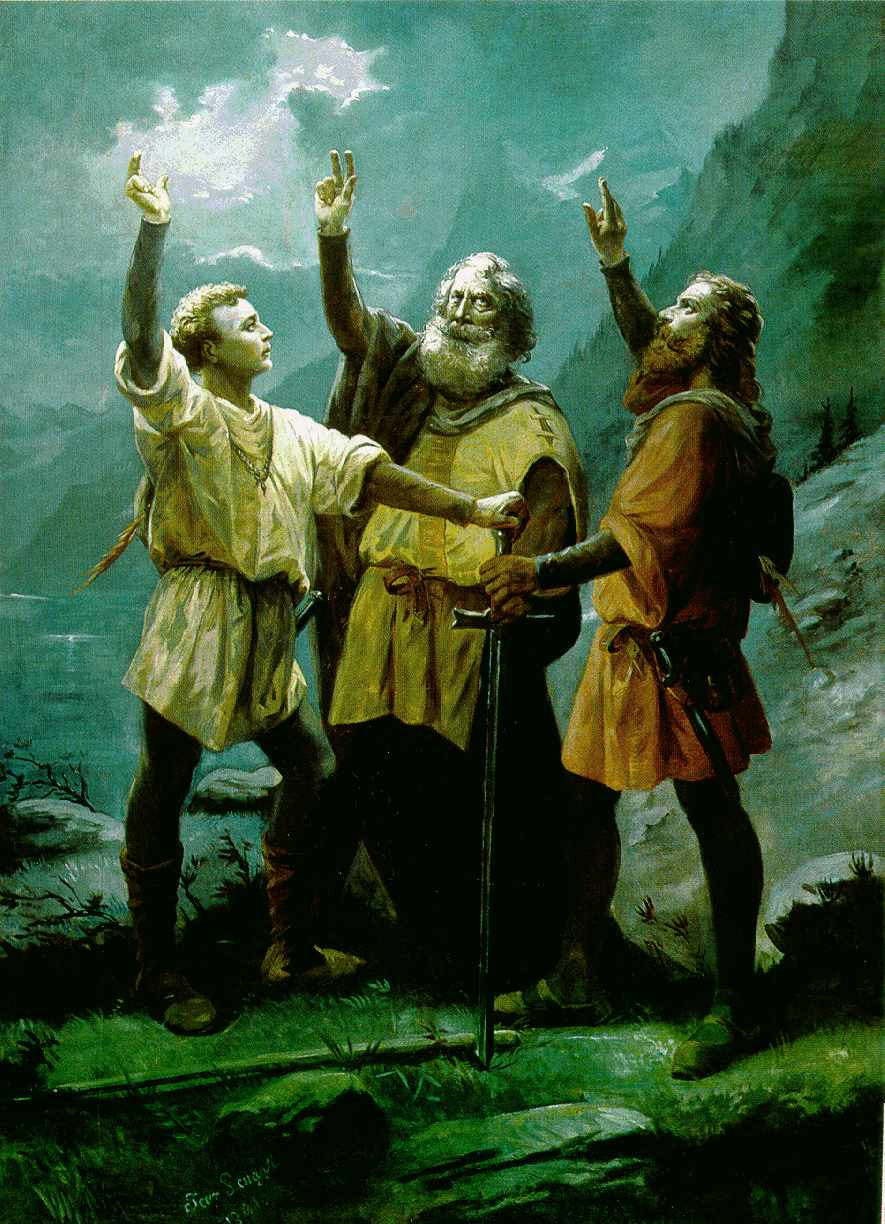
Een 19e-eeuws schilderij van de legendarische Rütlischwur, het ontstaan van het Zwitsers Eedgenootschap op de weide de Rütli aan het meer van Luzern.

«In de naam van de Heer. De eer en het algemeen belang worden bevorderd als voor het behoud van rust en vrede deugdelijke verdragen worden gesloten.
Laat dus bij allen bekend zijn dat de mensen van Uri, de inwoners van Schwyz en de gemeenschap van Unterwalden met het oog op de verdorvenheid van deze tijd zichzelf en hun
bezit beter willen verdedigen en op passende wijze beschermen.
Daarom hebben zij in goed vertrouwen beloofd elkaar met raad en daad en met persoon en zaak terzijde te staan, zowel in de valleien als daarbuiten.
Verder hebben zij beloofd met man en macht weerstand te bieden aan allen en ieder die tegen hen of een van hen geweld gebruiken, hun last bezorgen of onrecht doen en die aan persoon of bezit schade willen toebrengen.
Met het oog op alles wat gebeuren kan, heeft elke gemeenschap beloofd de andere zo nodig te hulp te komen en indien vereist op eigen kosten zich teweer te stellen tegen agressie van kwaadwillende lieden en onrecht te wreken.
Om dit daadwerkelijk en zonder slinkse bedoelingen na te leven hebben ze een plechtige eed afgelegd.
Met de huidige overeenkomst bekrachtigen ze opnieuw het al bestaande, onder ede bezegelde bondgenootschap met dien verstande echter dat ieder naargelang van rang of stand verplicht is zijn meerdere onderdanig te zijn en te dienen.
In gemeenschappelijk overleg en unaniem hebben wij beloofd, besloten en verordend dat wij in bovengenoemde valleien geen enkele rechter accepteren die dit ambt op een of andere wijze tegen geld of beloning heeft verkregen of niet in onze regio woont of geen deel uitmaakt van onze gemeenschap.
In geval van onenigheid tussen leden van de bond moeten de verstandigsten onder hen naar voren komen en naar hun goeddunken het onderlinge geschil beslechten, en als een partij de uitspraak afwijst, moeten de andere leden van de bond tegen haar optreden.
Bovenal geldt voor hen dat wie een ander op slinkse wijze en zonder aanleiding doodt, het met zijn leven moet bekopen, als hij betrapt wordt, tenzij hij kan bewijzen dat hij onschuldig is aan genoemde wandaad. De afschuwelijke aard van zijn misdrijf vereist dit.
En mocht hij aan het gerecht ontkomen zijn, dan mag hij nooit meer terugkeren.
Wie de betreffende dader onderdak biedt en beschermt, moet uit de valleien geweerd worden, totdat hij uitdrukkelijk door de leden van de bond teruggeroepen wordt.
Wie een van de leden overdag of in de stilte van de nacht op slinkse wijze schade berokkent door brandstichting, zal nooit meer als lid van de gemeenschap beschouwd worden.
Wie genoemde dader beschermt en verdedigt, moet schadevergoeding betalen aan de gedupeerde.
Als een van de leden een ander van zijn bezittingen berooft of hem anderszins schade toebrengt, moeten de bezittingen van de schuldige, indien aangetroffen binnen de valleien, conform het recht apart gehouden worden als genoegdoening voor de gedupeerden.
Bovendien mag niemand andermans bezit in onderpand nemen, behalve als hij onmiskenbaar zijn schuldeiser is of borg voor hem gestaan heeft, en dit is slechts geoorloofd met speciale toestemming van de rechter in zijn zaak.
Verder moet ieder zijn rechter gehoorzamen en zo nodig zelf de rechter aanwijzen onder wiens gezag hij het liefst voor het gerecht verschijnt.
Als iemand zich tegen de uitspraak verzet en als ten gevolge van zijn halsstarrigheid een van de leden van de bond schade lijdt, zijn allen verplicht deze stijfkoppige persoon een schadevergoeding op te leggen.
In geval van oorlog of onenigheid tussen leden van de bond en als een van de partijen weigert de uitspraak of de vergoeding te aanvaarden, zijn de leden verplicht de andere partij te verdedigen.
Deze besluiten zijn in het algemeen belang genomen en zullen, zo God wil, voor altijd geldig blijven.
Als bewijs is het huidige document op verzoek van bovengenoemde partijen opgesteld en bekrachtigd met de zegels van de drie bovengenoemde gemeenschappen en valleien.
Vastgelegd in het jaar 1291 aan het begin van de maand augustus.»